# Danh sách loài nhện trong họ Miturgidae
Danh sách các loài nhện trong họ Miturgidae.

## Calamoneta
Calamoneta Deeleman-Reinhold, 2001
- Calamoneta djojosudharmoi Deeleman-Reinhold, 2001
- Calamoneta urata Deeleman-Reinhold, 2001

## Calamopus
Calamopus Deeleman-Reinhold, 2001
- Calamopus phyllicola Deeleman-Reinhold, 2001
- Calamopus tenebrarum Deeleman-Reinhold, 2001

## Cheiracanthium
Cheiracanthium C. L. Koch, 1839
- Cheiracanthium abbreviatum Simon, 1878
- Cheiracanthium aculeatum Simon, 1884
- Cheiracanthium aden Lotz, 2007
- Cheiracanthium adjacens O. P.-Cambridge, 1885
- Cheiracanthium africanum Lessert, 1921
- Cheiracanthium aizwalensis Biswas & Biswas, 2007
- Cheiracanthium aladanensis Lotz, 2007
- Cheiracanthium albidulum (Blackwall, 1859)
- Cheiracanthium angolensis Lotz, 2007
- Cheiracanthium angulitarse Simon, 1878
- Cheiracanthium annulipes O. P.-Cambridge, 1872
- Cheiracanthium apia Platnick, 1998
- Cheiracanthium approximatum O. P.-Cambridge, 1885
- Cheiracanthium auenati Caporiacco, 1936
- Cheiracanthium bantaengi Merian, 1911
- Cheiracanthium barbarum (Lucas, 1846)
- Cheiracanthium brevicalcaratum L. Koch, 1873
- Cheiracanthium brevidens Kroneberg, 1875
- Cheiracanthium brevispinum Song, Feng & Shang, 1982
- Cheiracanthium campestre Lohmander, 1944
- Cheiracanthium canariense Wunderlich, 1987
- Cheiracanthium catindigae Barrion & Litsinger, 1995
- Cheiracanthium caudatum (Thorell, 1887)
- Cheiracanthium conflexum Simon, 1906
- Cheiracanthium conspersum (Thorell, 1891)
- Cheiracanthium cretense Roewer, 1928
- Cheiracanthium crucigerum Rainbow, 1920
- Cheiracanthium cuniculum Herman, 1879
- Cheiracanthium danieli Tikader, 1975
- Cheiracanthium daquilium Barrion & Litsinger, 1995
- Cheiracanthium debile Simon, 1890
- Cheiracanthium denisi Caporiacco, 1939
- Cheiracanthium dippenaarae Lotz, 2007
- Cheiracanthium effossum Herman, 1879
- Cheiracanthium elegans Thorell, 1875
- Cheiracanthium equestre O. P.-Cambridge, 1874
- Cheiracanthium erraticum (Walckenaer, 1802)
- Cheiracanthium eutittha Bösenberg & Strand, 1906
- Cheiracanthium excavatum Rainbow, 1920
- Cheiracanthium exilipes (Lucas, 1846)
- Cheiracanthium exquestitum Zhang & Zhu, 1993
- Cheiracanthium falcatum Chen et al., 2006
- Cheiracanthium festae Pavesi, 1895
- Cheiracanthium fibrosum Zhang, Hu & Zhu, 1994
- Cheiracanthium floresense Wunderlich, 2008
- Cheiracanthium fujianense Gong, 1983
- Cheiracanthium fulvotestaceum Simon, 1878
- Cheiracanthium furax L. Koch, 1873
- Cheiracanthium furculatum Karsch, 1879
- Cheiracanthium gobi Schmidt & Barensteiner, 2000
- Cheiracanthium gracile L. Koch, 1873
- Cheiracanthium gracilipes (Thorell, 1895)
- Cheiracanthium gratum Kulczyński, 1897
- Cheiracanthium gyirongense Hu & Li, 1987
- Cheiracanthium halophilum Schmidt & Piepho, 1994
- Cheiracanthium haroniensis Lotz, 2007
- Cheiracanthium himalayense Gravely, 1931
- Cheiracanthium hypocyrtum Zhang & Zhu, 1993
- Cheiracanthium ienisteai Sterghiu, 1985
- Cheiracanthium impressum Thorell, 1881
- Cheiracanthium incertum O. P.-Cambridge, 1869
- Cheiracanthium inclusum (Hentz, 1847)
- Cheiracanthium incomptum (Thorell, 1891)
- Cheiracanthium indicum O. P.-Cambridge, 1874
- Cheiracanthium inornatum O. P.-Cambridge, 1874
- Cheiracanthium insigne O. P.-Cambridge, 1874
- Cheiracanthium insulanum (Thorell, 1878)
- Cheiracanthium insulare L. Koch, 1866
- Cheiracanthium insulare (Vinson, 1863
- Cheiracanthium isiacum O. P.-Cambridge, 1874
- Cheiracanthium itakeum Barrion & Litsinger, 1995
- Cheiracanthium jabalpurense Majumder & Tikader, 1991
- Cheiracanthium japonicum Bösenberg & Strand, 1906
- Cheiracanthium joculare Simon, 1910
- Cheiracanthium jorgeense Wunderlich, 2008
- Cheiracanthium jovium Denis, 1947
- Cheiracanthium kashmirense Majumder & Tikader, 1991
- Cheiracanthium kazachstanicum Ponomarev, 2007
- Cheiracanthium kenyaensis Lotz, 2007
- Cheiracanthium kibonotense Lessert, 1921
- Cheiracanthium klabati Merian, 1911
- Cheiracanthium kupensis Lotz, 2007
- Cheiracanthium lanceolatum Chrysanthus, 1967
- Cheiracanthium lascivum Karsch, 1879
- Cheiracanthium leucophaeum Simon, 1897
- Cheiracanthium ligawsolanum Barrion & Litsinger, 1995
- Cheiracanthium liplikeum Barrion & Litsinger, 1995
- Cheiracanthium liuyangense Xie et al., 1996
- Cheiracanthium lompobattangi Merian, 1911
- Cheiracanthium longimanum L. Koch, 1873
- Cheiracanthium longipes (Thorell, 1890)
- Cheiracanthium longtailen Xu, 1993
- Cheiracanthium ludovici Lessert, 1921
- Cheiracanthium macedonicum Drensky, 1921
- Cheiracanthium malkini Lotz, 2007
- Cheiracanthium mangiferae Workman, 1896
- Cheiracanthium maraisi Lotz, 2007
- Cheiracanthium margaritae Sterghiu, 1985
- Cheiracanthium marplesi Chrysanthus, 1967
- Cheiracanthium melanostomum (Thorell, 1895)
- Cheiracanthium mertoni Strand, 1911
- Cheiracanthium mildei L. Koch, 1864
- Cheiracanthium minahassae Merian, 1911
- Cheiracanthium minshullae Lotz, 2007
- Cheiracanthium molle L. Koch, 1875
- Cheiracanthium mondrainense Main, 1954
- Cheiracanthium mongolicum Schenkel, 1963
- Cheiracanthium montanum L. Koch, 1877
- Cheiracanthium mordax L. Koch, 1866
- Cheiracanthium murinum (Thorell, 1895)
- Cheiracanthium mysorense Majumder & Tikader, 1991
- Cheiracanthium nalsaroverense Patel & Patel, 1973
- Cheiracanthium nervosum Simon, 1909
- Cheiracanthium ningmingense Zhang & Yin, 1999
- Cheiracanthium occidentale L. Koch, 1882
- Cheiracanthium olliforme Zhang & Zhu, 1993
- Cheiracanthium oncognathum Thorell, 1871
- Cheiracanthium pallidum Rainbow, 1920
- Cheiracanthium pauriense Majumder & Tikader, 1991
- Cheiracanthium pelasgicum (C. L. Koch, 1837)
- Cheiracanthium pennatum Simon, 1878
- Cheiracanthium pennuliferum Simon, 1909
- Cheiracanthium pennyi O. P.-Cambridge, 1873
- Cheiracanthium peregrinum Thorell, 1899
- Cheiracanthium pichoni Schenkel, 1963
- Cheiracanthium poonaense Majumder & Tikader, 1991
- Cheiracanthium potanini Schenkel, 1963
- Cheiracanthium punctipedellum Caporiacco, 1949
- Cheiracanthium punctorium (Villers, 1789)
- Cheiracanthium punjabense Sadana & Bajaj, 1980
- Cheiracanthium rehobothense Strand, 1915
- Cheiracanthium rupestre Herman, 1879
- Cheiracanthium rupicola (Thorell, 1897)
- Cheiracanthium russellsmithi Lotz, 2007
- Cheiracanthium sakoemicum Roewer, 1938
- Cheiracanthium salsicola Simon, 1932
- Cheiracanthium sambii Patel & Reddy, 1991
- Cheiracanthium sansibaricum Strand, 1907
- Cheiracanthium saraswatii Tikader, 1962
- Cheiracanthium schenkeli Caporiacco, 1949
- Cheiracanthium seidlitzi L. Koch, 1864
- Cheiracanthium seshii Patel & Reddy, 1991
- Cheiracanthium shiluvanensis Lotz, 2007
- Cheiracanthium sikkimense Majumder & Tikader, 1991
- Cheiracanthium silaceum Rainbow, 1897
- Cheiracanthium simaoense Zhang & Yin, 1999
- Cheiracanthium simplex Thorell, 1899
- Cheiracanthium siwi El-Hennawy, 2001
- Cheiracanthium solidum Zhang, Zhu & Hu, 1993
- Cheiracanthium soputani Merian, 1911
- Cheiracanthium spectabile (Thorell, 1887)
- Cheiracanthium sphaericum Zhang, Zhu & Hu, 1993
- Cheiracanthium strasseni Strand, 1915
  - Cheiracanthium strasseni aharonii Strand, 1915
- Cheiracanthium stratioticum L. Koch, 1873
- Cheiracanthium streblowi L. Koch, 1879
- Cheiracanthium striolatum Simon, 1878
- Cheiracanthium submordax Zhang, Zhu & Hu, 1993
- Cheiracanthium taegense Paik, 1990
- Cheiracanthium tagorei Biswas & Raychaudhuri, 2003
- Cheiracanthium taiwanicum Chen et al., 2006
- Cheiracanthium tanmoyi Biswas & Roy, 2005
- Cheiracanthium taprobanense Strand, 1907
- Cheiracanthium tenue L. Koch, 1873
- Cheiracanthium tetragnathoide Caporiacco, 1949
- Cheiracanthium torricellianum Strand, 1911
- Cheiracanthium triviale (Thorell, 1895)
- Cheiracanthium trivittatum Simon, 1906
- Cheiracanthium turanicum Kroneberg, 1875
- Cheiracanthium turiae Strand, 1917
- Cheiracanthium uncinatum Paik, 1985
- Cheiracanthium unicum Bösenberg & Strand, 1906
- Cheiracanthium vansoni Lawrence, 1936
- Cheiracanthium virescens (Sundevall, 1833)
- Cheiracanthium vorax O. P.-Cambridge, 1874
- Cheiracanthium wiehlei Chrysanthus, 1967
- Cheiracanthium wilma (Benoit, 1977)
- Cheiracanthium zebrinum Savelyeva, 1972
- Cheiracanthium zhejiangense Hu & Song, 1982

## Cheiramiona
Cheiramiona Lotz & Dippenaar-Schoeman, 1999
- Cheiramiona akermani (Lawrence, 1942)
- Cheiramiona amarifontis Lotz, 2003
- Cheiramiona ansiae Lotz, 2003
- Cheiramiona brandbergensis Lotz, 2005
- Cheiramiona clavigera (Simon, 1897)
- Cheiramiona collinita (Lawrence, 1938)
- Cheiramiona dubia (O. P.-Cambridge, 1874)
- Cheiramiona ferrumfontis Lotz, 2003
- Cheiramiona filipes (Simon, 1898)
- Cheiramiona florisbadensis Lotz, 2003
- Cheiramiona fontanus Lotz, 2003
- Cheiramiona hewitti (Lessert, 1921)
- Cheiramiona jocquei Lotz, 2003
- Cheiramiona kalongensis Lotz, 2003
- Cheiramiona kentaniensis Lotz, 2003
- Cheiramiona krugerensis Lotz, 2003
- Cheiramiona lajuma Lotz, 2003
- Cheiramiona langi Lotz, 2003
- Cheiramiona lejeuni Lotz, 2003
- Cheiramiona mlawula Lotz, 2003
- Cheiramiona muvalensis Lotz, 2003
- Cheiramiona paradisus Lotz, 2003
- Cheiramiona regis Lotz, 2003
- Cheiramiona ruwenzoricola (Strand, 1916)
- Cheiramiona silvicola (Lawrence, 1938)
- Cheiramiona simplicitarsis (Simon, 1910)
- Cheiramiona stellenboschiensis Lotz, 2003

## Diaprograpta
Diaprograpta Simon, 1909
- Diaprograpta abrahamsae Raven, 2009
- Diaprograpta alfredgodfreyi Raven, 2009
- Diaprograpta hirsti Raven, 2009
- Diaprograpta peterandrewsi Raven, 2009
- Diaprograpta striola Simon, 1909

## Ericaella
Ericaella Bonaldo, 1994
- Ericaella florezi Bonaldo, Brescovit & Rheims, 2005
- Ericaella kaxinawa Bonaldo, 1997
- Ericaella longipes (Chickering, 1937)
- Ericaella samiria Bonaldo, 1994

## Eupograpta
Eupograpta Raven, 2009
- Eupograpta anhat Raven, 2009
- Eupograpta kottae Raven, 2009

## Eutichurus
Eutichurus Simon, 1897
- Eutichurus abiseo Bonaldo, 1994
- Eutichurus arnoi Bonaldo, 1994
- Eutichurus brescoviti Bonaldo, 1994
- Eutichurus chingliputensis Majumder & Tikader, 1991
- Eutichurus cuzco Bonaldo, 1994
- Eutichurus ferox Simon, 1897
- Eutichurus furcifer Kraus, 1955
- Eutichurus ibiuna Bonaldo, 1994
- Eutichurus itamaraju Bonaldo, 1994
- Eutichurus keyserlingi Simon, 1897
- Eutichurus lizeri Mello-Leitão, 1938
- Eutichurus luridus Simon, 1897
- Eutichurus madre Bonaldo, 1994
- Eutichurus manu Bonaldo, 1994
- Eutichurus marquesae Bonaldo, 1994
- Eutichurus pallatanga Bonaldo, 1994
- Eutichurus putus O. P.-Cambridge, 1898
- Eutichurus ravidus Simon, 1897
- Eutichurus saylapampa Bonaldo, 1994
- Eutichurus sigillatus Chickering, 1937
- Eutichurus silvae Bonaldo, 1994
- Eutichurus tezpurensis Biswas, 1991
- Eutichurus tropicus (L. Koch, 1866)
- Eutichurus valderramai Bonaldo, 1994
- Eutichurus yalen Bonaldo, 1994
- Eutichurus zarate Bonaldo, 1994

## Macerio
Macerio Simon, 1897
- Macerio chabon Ramírez, 1997
- Macerio conguillio Ramírez, 1997
- Macerio flavus (Nicolet, 1849)
- Macerio lanin Bonaldo & Brescovit, 1997
- Macerio nicoleti (Mello-Leitão, 1951)
- Macerio nublio Bonaldo & Brescovit, 1997
- Macerio pichono Bonaldo & Brescovit, 1997
- Macerio pucalan Ramírez, 1997

## Mituliodon
Mituliodon Raven & Stumkat, 2003
- Mituliodon tarantulinus (L. Koch, 1873)

## Miturga
Miturga Thorell, 1870
- Miturga agelenina Simon, 1909
- Miturga albopunctata Hickman, 1930
- Miturga annulipes (Lucas, 1844)
- Miturga catograpta Simon, 1909
- Miturga fagei Kolosváry, 1934
- Miturga ferina Simon, 1909
- Miturga gilva L. Koch, 1872
- Miturga impedita Simon, 1909
- Miturga lineata Thorell, 1870
- Miturga necator (Walckenaer, 1837)
- Miturga occidentalis Simon, 1909
- Miturga parva Hogg, 1914
- Miturga severa Simon, 1909
- Miturga splendens Hickman, 1930
- Miturga thorelli Simon, 1909
- Miturga whistleri Simon, 1909

## Mitzoruga
Mitzoruga Raven, 2009
- Mitzoruga elapines Raven, 2009
- Mitzoruga insularis Raven, 2009
- Mitzoruga marmorea (Hogg, 1896)

## Nuliodon
Nuliodon Raven, 2009
- Nuliodon fishburni Raven, 2009

## Pacificana
Pacificana Hogg, 1904
- Pacificana cockayni Hogg, 1904

## Palicanus
Palicanus Thorell, 1897
- Palicanus caudatus Thorell, 1897

## Parapostenus
Parapostenus Lessert, 1923
- Parapostenus hewitti Lessert, 1923

## Prochora
Prochora Simon, 1886
- Prochora lycosiformis (O. P.-Cambridge, 1872)

## Radulphius
Radulphius Keyserling, 1891
- Radulphius barueri Bonaldo & Buckup, 1995
- Radulphius bicolor Keyserling, 1891
- Radulphius bidentatus Bonaldo & Buckup, 1995
- Radulphius boraceia Bonaldo & Buckup, 1995
- Radulphius caldas Bonaldo & Buckup, 1995
- Radulphius camacan Bonaldo, 1994
- Radulphius cambara Bonaldo & Buckup, 1995
- Radulphius caparao Bonaldo & Buckup, 1995
- Radulphius lane Bonaldo & Buckup, 1995
- Radulphius laticeps Keyserling, 1891
- Radulphius latus Bonaldo & Buckup, 1995
- Radulphius monticola (Roewer, 1951)
- Radulphius petropolis Bonaldo & Buckup, 1995
- Radulphius pintodarochai Bonaldo & Buckup, 1995
- Radulphius singularis Bonaldo & Buckup, 1995
- Radulphius strandi Caporiacco, 1947

## Strotarchus
Strotarchus Simon, 1888
- Strotarchus alboater Dyal, 1935
- Strotarchus minor Banks, 1909
- Strotarchus nebulosus Simon, 1888
- Strotarchus piscatorius (Hentz, 1847)
- Strotarchus planeticus Edwards, 1958
- Strotarchus praedator (O. P.-Cambridge, 1898)
- Strotarchus tropicus (Mello-Leitão, 1917)
- Strotarchus violaceus F. O. P.-Cambridge, 1899
- Strotarchus vittatus Dyal, 1935

## Summacanthium
Summacanthium Deeleman-Reinhold, 2001
- Summacanthium androgynum Deeleman-Reinhold, 2001
- Summacanthium storki Deeleman-Reinhold, 2001

## Syrisca
Syrisca Simon, 1886
- Syrisca albopilosa Mello-Leitão, 1941
- Syrisca arabs Simon, 1906
- Syrisca drassiformis Strand, 1906
- Syrisca longicaudata Lessert, 1929
- Syrisca mamillata Caporiacco, 1941
- Syrisca patagonica (Boeris, 1889)
- Syrisca pictilis Simon, 1886
- Syrisca russula Simon, 1886
- Syrisca senegalensis (Walckenaer, 1842)

## Syspira
Syspira Simon, 1895
- Syspira analytica Chamberlin, 1924
- Syspira eclectica Chamberlin, 1924
- Syspira longipes Simon, 1895
- Syspira pallida Banks, 1904
- Syspira synthetica Chamberlin, 1924
- Syspira tigrina Simon, 1895

## Systaria
Systaria Simon, 1897
- Systaria barkudensis (Gravely, 1931)
- Systaria bohorokensis Deeleman-Reinhold, 2001
- Systaria cervina (Simon, 1897)
- Systaria dentata Deeleman-Reinhold, 2001
- Systaria drassiformis Simon, 1897
- Systaria elberti (Strand, 1913)
- Systaria gedensis Simon, 1897
- Systaria hainanensis Zhang, Fu & Zhu, 2009
- Systaria insulana (Rainbow, 1902)
- Systaria leoi (Barrion & Litsinger, 1995)
- Systaria mengla (Song & Zhu, 1994)

## Tamin
Tamin Deeleman-Reinhold, 2001
- Tamin pseudodrassus Deeleman-Reinhold, 2001
- Tamin simoni Deeleman-Reinhold, 2001

## Tecution
Tecution Benoit, 1977
- Tecution helenicola Benoit, 1977
- Tecution mellissi (O. P.-Cambridge, 1873)
- Tecution planum (O. P.-Cambridge, 1873)

## Teminius
Teminius Keyserling, 1887
- Teminius affinis Banks, 1897
- Teminius agalenoides (Badcock, 1932)
- Teminius conjuncta Banks, 1914
- Teminius hirsutus (Petrunkevitch, 1925)
- Teminius insularis (Lucas, 1857)
- Teminius monticola (Bryant, 1948)

## Xantharia
Xantharia Deeleman-Reinhold, 2001
- Xantharia floreni Deeleman-Reinhold, 2001
- Xantharia murphyi Deeleman-Reinhold, 2001

## Zealoctenus
Zealoctenus Forster & Wilton, 1973
- Zealoctenus cardronaensis Forster & Wilton, 1973